# Dunai László
Dunai László (Medgyesegyháza, 1958. december 20. –) Széchenyi-díjas magyar építőmérnök, egyetemi tanár, a Magyar Tudományos Akadémia rendes tagja. 2013 és 2021 között a Budapesti Műszaki és Gazdaságtudományi Egyetem Építőmérnöki Karának dékánja volt.

## Élete
Dunai László 1958-ban született a Békés megyei Medgyesegyházán. Középiskolai tanulmányait a gyulai Erkel Ferenc Gimnázium matematika-fizika tagozatos osztályában végezte, majd a Budapesti Műszaki és Gazdaságtudományi Egyetem Építőmérnöki Karának hallgatója lett. 1983-ban szerzett építőmérnöki diplomát, és elnyerte az egyetem tudományos ösztöndíját. 1986-ban mérnöki matematikai szakmérnöki oklevelet is szerzett. 1987-ben doktorált, és 1989-ig tudományos munkatársként dolgozott. Ezt követően 9 hónapot a Dr. Korányi Imre Építőmérnöki Ösztöndíj keretében az amerikai Lehigh University-n töltött, majd a BME adjunktusa volt. 1992 és 1993 között 15 hónapig a JSPS Posztdoktori Ösztöndíj keretében Japánban, az Osaka University-n dolgozott.
1995-ben a műszaki tudomány kandidátusa lett, majd 1996-ban PhD fokozatot szerzett, és egyetemi docens lett. 1997-ben a Széchenyi Professzori Ösztöndíjat, 2001-ben pedig a Széchenyi István Ösztöndíjat nyerte el, 2002-ben habilitált. 2003 óta egyetemi tanár, 2010-től pedig a Hidak és Szerkezetek Tanszék tanszékvezetője. 2007-től 2009-ig a BME Építőmérnöki Kar stratégiai dékánhelyettese, 2009 és 2013 között általános dékánhelyettes, majd 2013-tól 2021-ig a kar dékánja volt. Közben 2008-ban az MTA doktora lett, 2016-ban az MTA levelező, 2022-ben rendes tagjává választották.
Szerteágazó tudományos és szakmai közéleti tevékenységet folytat. Tagja a Magyar Mérnöki Kamarának, az MTA Szilárdtestek Mechanikája Bizottságának és Földrengési Bizottságának, az Atomenergiai Minősítő Bizottságnak és a Műszaki Igazságügyi Szakértői Testületnek, titkára az IABSE Magyar Nemzeti Bizottságának, elnökségi tagja a Magyar Acélszerkezeti Szövetségnek és elnöke a Közlekedéstudományi Egyesület Mérnöki Szerkezetek Szakosztályának, valamint 2010 óta az MTA Közgyűlési képviselője. Ezidáig 23 nemzetközi konferencia szervező és/vagy tudományos bizottságában vett részt, és féltucat meghatározó nemzetközi szakfolyóirat szerkesztőségi tagja. Számos könyvet, szakcikket, tervezési segédletet publikált. Tudományos munkáját 2009-ben Akadémiai Díjjal ismerték el.
Szakterülete acél tartószerkezetek fejlesztése, méretezése és tervezése, főbb oktatási és kutatási területei közé tartoznak az acél- és öszvérszerkezetek, a vékonyfalú szerkezetek, a hidak stabilitása és fáradása, valamint a végeselemes analízis és tervezés. A vezetésével kidolgozott méretezési eljárásokat nemzetközi szinten is használják innovatív szerkezetek tervezésére. Részt vett az elmúlt évtizedekben épült Duna- és Tisza-hidak (Kvassay híd, Megyeri híd, Pentele híd, Rákóczi híd, Tiszavirág híd) független statikai ellenőrzésében és próbaterhelésében. 2021-ben az acél- és öszvérszerkezetek méretezéselmélete, illetve tervezési metodikájának kidolgozása terén végzett, nemzetközileg is jelentős tevékenysége, valamint Budapest főváros történelmi hidjainak és acélszerkezeteinek felújításában vállalt kiemelkedő szerepe elismeréseként Széchenyi-díjjal tüntették ki.

## Díjai, elismerései
- Pro Progressio BME Oktatói TDK Díj (2006)
- Apáczai Csere János-díj (2009)
- Akadémiai Díj (2009)
- Széchenyi Társaság Díja (2017)
- Medgyesegyháza Díszpolgára (2017)
- Az év hidásza (2018)
- Korányi Imre díj (2018)
- A Műegyetem Kiváló Oktatója (2020)
- Széchenyi-díj (2021)
- Gábor Dénes-díj (2021)